# Otto Lechner
Pour les articles homonymes, voir Lechner.
Otto Lechner est un accordéoniste de jazz et compositeur autodidacte autrichien. Il est né le 25 février 1964 à Melk en Autriche.

## Biographie
Otto Lechner a commencé à apprendre l'accordéon dès l'âge de quatre ans en reproduisant les airs populaires des radios émises depuis le relais du Jauerling près de chez lui. Il devient aveugle à l'âge de quinze ans. Il vit aujourd'hui à Vienne (Autriche) avec sa partenaire Anne Bennent, et s'inspire notamment de la diversité culturelle et ethnique de sa ville dans ses compositions musicales. Par ailleurs, il est le Maire de la commune libre d'Augarten, quartier de Vienne, célèbre pour son Parc Augarten du XVIIIe siècle.
Le travail de Otto Lechner est en mouvement entre le jazz, la littérature, et le théâtre. Il a travaillé également pour le jeune public et pour le cinéma, parfois dans son propre rôle. Il peut aussi chanter et réciter des textes de sa propre composition ou d'auteurs plus connus comme Franz Kafka.
Son style de jeu est le plus souvent basé sur l'improvisation, avec des mélodies très développées, qui illustrent à la fois la contestation et les sentiments, et un jeu très personnel sur le chant et les basses, qui donnent parfois des effets de percussions.
Il dit de lui-même qu'il est un aveugle au service de la musique, et pense que la musique est une maigre consolation, mais elle est parfois ce que nous avons de mieux
Il a travaillé avec Dhafer Youssef, Arnaud Méthivier, Joe Zawinul, Anton Burger, Max Nagl, Noël Akchoté. Il se produit régulièrement en Autriche, en Pologne, en Allemagne, et dans de nombreux festivals de jazz sur les scènes internationales.

## Projets
Otto Lechner se produit seul sur scène ou en duo (avec Arnaud Méthivier à l'accordéon, Georg Graf aux flûtes et saxophone, Anton Burger au violon, Pamelia Kurstin au thérémine).
Il a conduit divers projets de lectures en musique, sur des textes de Christa Wolf (Cassandre), Robert Walser, ou encore Elias Canetti (les voix de Marrakech).
Il est directeur musical du Otto's Jazz Ensemble (OJE) et du Erste Wiener Strenge Kammerorchester. Il a créé le Vienna Raï Orchester et a participé avec Ljubincka Jokic au projet Das Kleine Windhund Tanzorchester.
Son projet Fleckerlteppich (Patchwork), mené avec des enfants des écoles élémentaires de Vienne, veut montrer comment la musique peut rassembler des jeunes d'une grande diversité culturelle.
Mais Otto Lechner s'est fait connaître sur les scènes internationales grâce au projet Accordion Tribe, qui rassemble cinq accordéonistes d'origines et de cultures différentes, avec l'américano-slovène Guy Klucevsek, la slovène Btratko Bibic, le suédois Lars Hollmer, et la finlandaise Maria Kalaniemi. Un film documentaire éponyme a été tourné sur ce groupe par Stefan Schwietert en 2005, et a obtenu le prix du cinéma suisse.

## Discographie
- 1996 : Acordeonata (Extraplatte)
- 1996 : Da Himmevoda (Geco)
- 1997 : Still (Geco)
- 1998 : Accordion Tribe (Intuition)
- 1998 : Hot Room (avec Dafher Youssef) (Extraplatte)
- 1998 : 7th Heaven (Geco)
- 1999 : En passant (avec Max Nagl) (Rude Noises)
- 2002 : Gwundrig
- 2003 : Fleckerteppich
- 2004 : Accordion Tribe - Sea of Reeds (Intuition)
- 2006 : Accordion Tribe - Lunghorn Twist (Intuition)
- 2007 : Arnottodrom, avec Arnaud Méthivier (Nanoprod)
- 2008 : Nicht Einmal Gefangen (Même pas pris) (Emarcy)
- 2009 : Der Gruftwaechter (Doublemoon)
- 2011 : Arnotto - The Cyclop and I, avec Arnaud Méthivier (Cristal Records)